# (35758) 1999 HE
1999 إتش إي (ويعرف أيضًا باسم (35758) 1999 إتش إي وفق تسمية الكوكب الصغير) (بالإنجليزية: 1999 HE)‏ هو كويكب ضمن حزام الكويكبات؛ وترتيبه 35758 من حيث الاكتشاف.
اكتُشف هذا الجُرم الفلكي بواسطة Frank B. Zoltowski ‏ في 16 أبريل 1999.

## وصلات خارجية
- (35758) 1999 HE في قاعدة بيانات مختبر الدفع النفاث لأجرام النظام الشمسي الصغيرة

- الاكتشاف · مخطط المدار ·  العناصر المدارية · المعلمات المادية

- (35758) 1999 HE على موقع ويكي سكاي: DSS2, SDSS, GALEX, IRAS, Hydrogen α, X-Ray, Astrophoto, Sky Map, Articles and images